# Dorothea Augusta af Slesvig-Holsten-Sønderborg
Dorothea Augusta af Slesvig-Holsten-Sønderborg (30. september 1636 – 28. februar 1662) var en dansk-tysk prinsesse, der var landgrevinde af Hessen-Itter fra 1661 til 1662. Hun var datter af hertug Hans Christian af Slesvig-Holsten-Sønderborg og blev gift med landgrev Georg 3. af Hessen-Itter.

## Biografi
Dorothea Augusta blev født den 30. september 1636 i Sønderborg på Als som det ældste barn af hertug Hans Christian af Slesvig-Holsten-Sønderborg i hans ægteskab med Anna af Delmenhorst.
Hun blev gift den 5. maj 1661 i Sønderborg med landgrev Georg 3. af Hessen-Itter, der var en yngre søn af landgrev Georg 2. af Hessen-Darmstadt. Ved faderens død blev Georgs storebror Ludvig landgreve af Hessen-Darmstadt og overlod Georg det lille herskab Itter i Ederdalen omkring byen Vöhl som sekundogenitur.
Dorothea Augusta døde kort tid efter brylluppet, den 28. februar 1662 i Vöhl. Landgrev Georg giftede sig igen efter hendes død med Juliane Alexandrine af Leiningen.

## Eksterne links
- Hans den Yngres efterkommere Arkiveret 24. oktober 2020 hos  Wayback Machine